# پری الیس (بسکتبال)
پری الیس (انگلیسی: Perry Ellis؛ زادهٔ ۱۴ سپتامبر ۱۹۹۳) بازیکن بسکتبال حرفه‌ای اهل ایالات متحده آمریکا است.
وی در مسابقات کشوری و بین‌المللی در مجموع برندهٔ ۱ مدال طلا شده‌است.